# Juan Carlos Montenegro
Juan Carlos Montenegro Sedamano (Beni, 4 de febrero de 1997) es un futbolista boliviano. Juega como delantero y su actual equipo es San Antonio de la Primera División de Bolivia.

## Clubes
| Club              | País    | Año             |
| ----------------- | ------- | --------------- |
| Guabirá           | Bolivia | 2017 – 2019     |
| Oriente Petrolero | Bolivia | 2020 – 2021     |
| Guabirá           | Bolivia | 2022 – 2024     |
| San Antonio       | Bolivia | 2025 – Presente |